# Антропний принцип

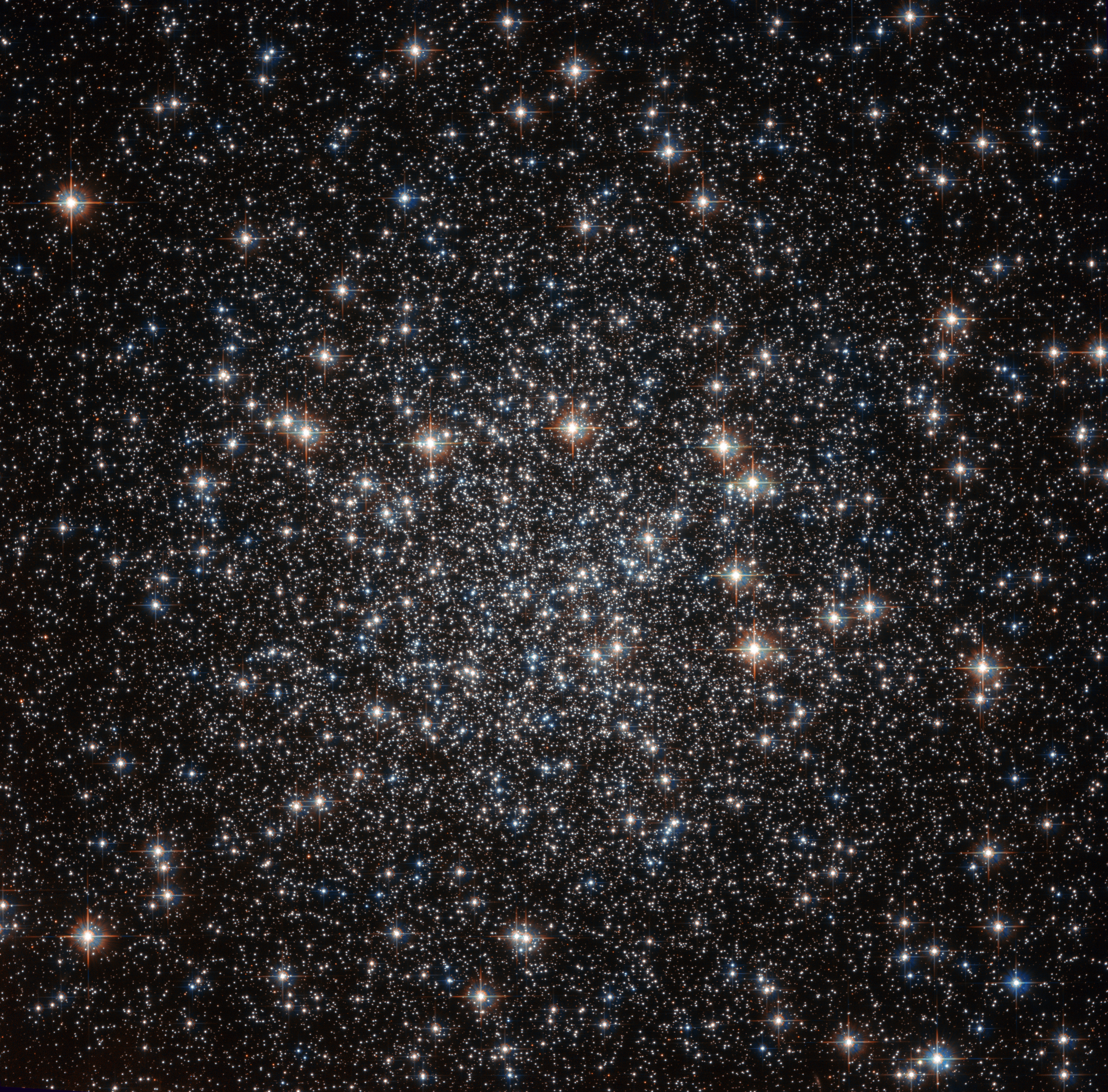
Згідно антропного принципу, якби Всесвіт був не таким, а інакшим, його було б нікому спостерігати

Антро́пний при́нцип (від грец. anthropos — людина), принцип антропності або принцип Зельманова—Картера — один з принципів сучасної космології, який стверджує, що люди спостерігають Всесвіт саме таким, а не інакшим, оскільки за інших умов людей у такому світі не існувало б. Принцип встановлює залежність появи та існування людини як складної системи та космічної істоти від фізичних параметрів Всесвіту (зокрема, від фундаментальних фізичних констант — сталої Планка, швидкості світла, маси протона й електрона тощо).
Фізичні розрахунки показують, що якби змінилася хоча б одна з фундаментальних констант (при незмінності інших параметрів і збереженні всіх фізичних законів), то стало б неможливим існування тих чи інших фізичних об'єктів — ядер, атомів та ін. Наприклад, якби маса протона була б меншою на 30 %, то в нашому фізичному світі були б відсутні будь-які атоми, крім атомів водню, і життя стало б неможливим. Осмислення цих залежностей і призвело до висування в науці та філософії антропного принципу.
У світоглядному плані антропний принцип втілює у собі філософську ідею космізму — взаємозв'язку людини й Всесвіту, висунуту ще в античності і розвинуту плеядою філософів і натуралістів (Протагор, Анаксагор, Бруно, Ціолковський, Вернадський, Чижевський, Тейяр де Шарден, Ф. Крік, Фрімен Дайсон, Ф. Хойл та ін.).

## Формулювання
Існують різні формулювання антропного принципу, але найчастіше він висловлюється у формі двох тверджень (слабкого і сильного), висунутих 1973 року фахівцем з теорії гравітації Брендоном Картером.
«Слабкий» антропний принцип стверджує: «Те, що ми очікуємо спостерігати, має бути обмежене умовами, необхідними для нашого існування як спостерігачів». Згідно з ним, умови, необхідні для розвитку розумного життя, можуть існувати лише на певних ділянках, обмежених у просторі й часі. Люди виникли завдяки збігу багатьох факторів на одній з таких ділянок.
«Сильний» антропний принцип стверджує, що «Всесвіт (і, отже, фундаментальні параметри, від яких він залежить) має бути таким, щоб у ньому, на деякому етапі еволюції, дозволялося існування спостерігачів». Іншими словами, у Всесвіті закономірно і обов'язково виникають саме такі умови, що призводять до появи людини.
У парадоксальній формі його можна викласти так: «Наявність життя, представником якого ми є, накладає на властивості Всесвіту низку дуже сильних обмежень». Або: «Всесвіт не може бути іншим, ніж він є, оскільки ми в ньому існуємо». Ці твердження слід розуміти не як можливість впливу людського інтелекту на Всесвіт, а як неможливість виникнення та існування інтелекту у Всесвіті, властивості якого були б іншими.

## Історія
Ідея єдності людини і Всесвіту розроблялася в багатьох філософських і релігійних вченнях. Проте науково першим її спробував обґрунтувати Альфред Рассел Воллес, британський натураліст, мандрівник, географ, біолог і антрополог XIX ст. Як він зауважував, думка про «множинність світів» Коперника, де Земля є однією з численних населених розумними істотами планет, не підкріплена спостереженнями. Воллес доводив, що можливість виникнення де-небудь у Всесвіті життя й розуму залежить від багатьох взаємопов'язаних умов. Він дійшов висновку, що «будь-яка інша планета в Сонячній системі, крім нашої Землі, ненаселена» і «майже настільки ж ймовірно, що ніяке інше Сонце не має заселених планет». Воллес дотримувався думки, що люди — єдині розумні істоти і могли виникнути виключно на Землі як вершина еволюції Всесвіту. Дослідник приймав можливість існування інших світів з іншими фізичними законами, однак вважав що лише в нашому могла з'явитися людина і саме для цього наш Всесвіт виник.
Костянтин Ціолковський на початку XX ст. стверджував, що розум виникає як обов'язкова складова Всесвіту, необхідна для його подальшого розвитку. Тому спостережуваний нами космос не може бути іншим, оскільки в іншому не було б нас. Поль Дірак 1937 року запропогував виведення деяких фізичних «констант» як змінних, що залежать від віку Всесвіту. Полемізуючи з ним, американський фізик Роберт Діккі зробив висновок, що ці константи саме на поточному етапі розвитку Всесвіту мають такі значення, які дозволяють фізикам досліджувати їх.
Радянський астроном Абрам Зельман у 1955 році описав зв'язок Всесвіту з його спостерігачами: «… можливість існування суб'єкта, який вивчає Всесвіт, визначається властивостями досліджуваного об'єкта … Ми є свідками процесів певного типу тому, що процеси іншого типу відбуваються без свідків». Григорій Ідліс 1965 року дійшов висновку: «Ми спостерігаємо не довільну область Всесвіту, а ту, особлива структура якої зробила її придатною для виникнення й розвитку життя».
Термін «антропний принцип» запропонував 1973 року британський фізик Брендон Картер. Він виступав проти думки, що Земля і людство є пересічними явищами у Всесвіті з двома головними аргументами: а) необхідною передумовою нашого існування є особливо сприятливі умови (температура, хімічний склад навколишнього середовища і т. д.) б) Всесвіт еволюціонує й не є просторово однорідним. З цього фізик зробив висновок, що «хоча наше становище не обов'язково є центральним, воно неминуче в деякому сенсі привілейоване». Згідно з думкою Картера, існує багато світів, у яких умови поєднуються по-різному. Серед них є ті, де умови виявляються сприятливим для появи життя, зокрема й наш Всесвіт. Можливість існування множини таких світів уже припускалася 1957 року Г'ю Евереттом як наслідок розщеплення Всесвіту на кілька своїх версій в кожний момент, коли існує кілька варіантів подальшого розвитку подій.

## Сучасна інтерпретація
Антропний принцип припускає як релігійну, так і наукову інтерпретацію. Згідно першого, антропні характеристики Всесвіту виглядають як «підтвердження віри у творця, котрий спроектував світ так, щоб задовольнити наші потреби» (Хойл[джерело?]). Наукова позиція заснована на тезі про принципову можливість природного існування багатьох світів, у яких втілюються всілякі комбінації фізичних параметрів і законів. При цьому в одних світах реалізуються найпростіші стаціонарні фізичні стани, в інших же можливе формування складних фізичних систем — зокрема, й життя в його різноманітних формах. А оскільки життя існує, значить наш Всесвіт «придатний» до нього.
Значення антропного принципу зростає за космічної активності людини й є серйозним поворотом сучасної науки до гуманістичної проблематики[джерело?].